# Nivard de Gand
Nivard de Gand est un écrivain flamand de langue latine du XIIe siècle. Son épopée en latin Ysengrimus (1148) est l’une des sources onomastiques probables du Roman de Renart. Ysengrimus est un récit en vers qui appartient au genre de l’épopée satirique.